# Michael Klemm (Autor)
Michael Klemm (* 4. September 1953 in Bensheim) ist ein deutscher Autor, Regisseur und Schauspieler.

## Leben
Michael Klemm studierte in München Ägyptologie und Kunstgeschichte.  Danach begann er ein dreijähriges Schauspielstudium. Er ist Autor zahlreicher Theaterstücke. Als Regisseur und Schauspieler arbeitete er an mehreren deutschen Theatern: Residenztheater München, Schauspiel Bonn, Zimmertheater Heidelberg, Landestheater Schwaben in Memmingen, Fränkisches Theater Schloss Massbach, Marburger Schauspiel. Daneben gründete er in München die Compagnie Molion, dann das Theater Scaramouche und danach in Landshut das Theater Café Molière, daraus entstand das heutige Kleine Theater Landshut.
1979 verkörperte er in der ZDF-Fernsehserie Merlin den König Artus. In der 1984 für das Fernsehen aufgezeichneten Theaterproduktion Die Streiche des Scapin von Molière, spielte er den Scapin. In den 1990er Jahren drehte er seinen ersten Spielfilm: Leonce und Lena, nach dem Theaterstück von Georg Büchner. Darin spielt er die Rolle des Valerio. Danach folgte die Filmdokumentation Wo warst Du?, die Geschichte eines Juden und eines ehemaligen Angehörigen der Waffen-SS, die sich in den 1990er Jahren anfreundeten.
Michael Klemm lebte viele Jahre in Potsdam und gründete dort 2004 das Theater Comédie Soleil. Im November 2009 zog er mit seinem Theater in die neue Spielstätte nach Werder an der Havel.
2010 erschien sein erster Roman Schatten der Seele, 2012 folgte der zweite autobiografische Roman Die Hofnarren. Im Februar 2015 erschien der Roman Pans letztes Lied – Die Michael Jackson Verschwörung. Im August 2017 erschien sein Roman BABYLON – die große Täuschung.
Seit dem Frühjahr 2013 lebt Michael Klemm wieder in Hessen. Gemeinsam mit Horst Wüst betreibt er die Filmproduktion One World Production Ltd. & Co. KG (München/Heidelberg).

## Filmografie

### Darstellung
- 1979: Blauer Himmel, den ich nur ahne (Fernsehfilm; Regie: Stefan Rinser)
- 1979: Merlin (Fernsehserie; Regie: Armin Dahlen)
- 1980: Das kleine Hotel (Fernsehfilm; Regie: Eberhard Hauff)
- 1982: Alarm im Schlossmuseum (Fernseh-Dreiteiler; Regie: Armin Dahlen)
- 1982: Beim Bund (Fernsehserie, Episode: Zett Two)
- 1986: Paradies (Regie: Doris Dörrie)
- 1998: Bin ich schön? (Regie: Doris Dörrie)
- 2014: Pans letztes Lied (Spielfilm; Regie: Julian Tyrasa)
- 2015: Magic Mystery Hotel (Spielfilm; Regie: Michael Klemm)
- 2017: Die Komödianten von Heppenstätt (Regie: Michael Klemm)

### Drehbuch und Produktion
- Pans letztes Lied – Die Michael Jackson Verschwörung, Spielfilm, 2014; Regie: Juian Tyrasa
- Magic Mystery Hotel, Spielfilm 2015 – Produzent
- Die Komödianten von Heppenstätt, Pilotfilm für eine TV-Serie – Produzent

## Theatrografie
Theaterstücke:
- Das Leben des Herrn Villon, München 1985 Alabamahalle; die Geschichte des franz. Dichters und Vaganten François Villon.
- Der Untergang von Poppenbölling, 1986 München Theaterhallen Dachauer Straße.
- Das Grauen der Borgia, München 1988 Theater Scaramouche; eine Bearbeitung des Romans von Alfred Henschke bekannt unter dem Pseudonym: Klabund.
- Fata Morgana, Theater – Café Molière Landshut 1989; eine absurde Reise durch die 'Wüste des menschlichen Seins'.
- Welcome To The Nazi Dome, Orensanz Foundation New York, Oktober 1995; Eine philosophische 'Reinigung'.
- Malipiero „Gottes geliebter Narr“, Sommerhausen 2001; ein Stück über den Begründer des berühmten Torturmtheaters Luigi Malipiero.
- America, Sommerhausen 2002; ein Stück über Franz Daniel Pastorius, den Gründer der ersten deutschen Siedlung in Amerika, Germantown in Pennsylvania.
- Death Row Valley, Fränkisches Theater Schloss Massbach 2005; die Geschichte des zweifachen Mörders Gary Gilmore.
- Die Guillotine, Comédie Soleil Potsdam 2006; Monolog eines Henkers.
- Paganini oh Paganini, Theater – Comédie Soleil Potsdam 2007; die Lebensgeschichte des genialen Musikers und Komponisten.
- Arkadien – Ich hatte einen Traum, Theater – Comédie Soleil Potsdam 2008; die Lebensgeschichte des großen Architekten des Klassizismus Karl Friedrich Schinkel, im Schlosstheater im Neuen Palais. Für dieses Stück erhielt er 2008 den Schinkelpreis der Schinkel Gesellschaft Neuruppin (Geburtsstadt Karl Friedrich Schinkels).
- Die Prophezeiung Uraufführung, 2010 Theater Comédie Soleil, Werder a.d.Havel.
- The Joker Uraufführung, 2012 Theater in der Brotfabrik, Berlin.
- Die Flügel des Königs Uraufführung unter dem Pseudonym: Jan van Holbein, 2012 Theater Comédie Soleil, Werder a.d. Havel.
- Café Heimat – Rock den Elch, Rockmusik-Theaterstück, Uraufführung 2016 Bensheim a.d.Bergstraße
- Wenn Theobald kommt, Komödie, Uraufführung 2020 Theater Rex Saas-Fee.[1]

Jugendtheaterstücke:
- Kiez'n'Kids, Berlin 1998; Jugendmusiktheater ABC Köpenick.
- No Exit, Berlin 1999; Jugendmusiktheater ABC Köpenick.
- Way out, Berlin 2000; Jugendmusiktheater ABC Köpenick.
- Esther, Berlin 2001; Jugendmusiktheater ABC Köpenick.
- Street Life, Bad Tölz 2014; Jugendmusiktheater in Zusammenarbeit mit der Jugendförderung Bad Tölz.